# Porta di San Floriano
La Porta di San Floriano (in polacco Brama Floriańska) è una delle torri gotiche polacche più famose e un punto nevralgico del centro storico di Cracovia, in Polonia.
Fu costruita intorno al XIV secolo in granito rosso, tipico dell'architettura di Cracovia, come parte delle fortificazioni cittadine che avevano lo scopo di proteggere la città dagli attacchi dei Turchi.